# 三星镇 (成都市)
三星镇，是中华人民共和国四川省成都市双流区曾经下辖的一个镇。2019年12月，撤销永兴镇、三星镇，设立永兴街道。

## 行政区划
三星镇撤销前下辖以下地区：
三星场社区、云崖村、龙星村、南新村、井石村、双堰村和河山村。